# Zhongshan Dao (Antarktika)
Zhongshan Dao (chinesisch 中山島 ‚Zhongshaninsel‘) ist eine kleine Insel vor der Ingrid-Christensen-Küste des ostantarktischen Prinzessin-Elisabeth-Lands. Sie liegt östlich der Landspitze Steinnes und 600 m östlich bis südlich der Insel Shuangzi Dao.
Chinesische Wissenschaftler benannten sie im Jahr 1999 in Anlehnung an die Benennung der benachbarten Zhongshan-Station.